# 藤田悠太郎
藤田 悠太郎（ふじた ゆうたろう、2005年6月3日 - ）は、福岡県糸島市出身のプロ野球選手（捕手）。右投右打。福岡ソフトバンクホークス所属。

## 経歴

### プロ入り前
糸島市立南風小学校で3年生の時に野球を始める。6年生時には福岡ソフトバンクホークスジュニアに選出された。糸島市立前原中学校在学時は硬式野球のクラブチームである糸島ボーイズでプレーしていた。
福岡大学附属大濠高等学校に進学し、1年夏までは一塁手だったが、同年秋に捕手へ転向した。2年秋からは主将、四番を務めた。3年夏は福岡大会4回戦で星琳に敗れ、3年間で甲子園大会出場はなかった。高校通算43本塁打。1学年上に山下恭吾がいた。
2023年10月26日に開催されたドラフト会議にて、福岡ソフトバンクホークスから7位指名を受けた。11月12日に契約金2500万円、年俸600万円（金額はいずれも推定）で仮契約し、12月4日、福岡市内で入団発表会見が行われた。背番号は65。

## 詳細情報

### 背番号
- 65（2024年 - ）